# Sechestrați în larg
Sechestrați în larg (în engleză Under Siege) este un film de acțiune american din 1992, regizat de Andrew Davis. În rolul principale se află Steven Seagal; el interpretează un fost membru al trupelor Navy SEAL care trebuie să oprească un grup de mercenari, condus de Tommy Lee Jones și Gary Busey, să pună mâna pe o navă de luptă a U.S. Navy. A fost cel mai de succes film al lui Seagal din punct de vedere critic și financiar, având parte de două nominalizări la Premiul Oscar.
Sechestrați în larg a fost urmat de o continuare în 1995, intitulată Sechestrați în tren.
Filmul a primind un rating R din partea MPAA, din cauza violenței, a limbajului și a unei secvențe scurte de nuditate.

## Rezumat
La începutul filmului, cuirasatul american USS Missouri (BB-63)⁠(en)[traduceți] ajunge la Pearl Harbor, unde președintele George H. W. Bush ține un discurs anunțând că după o lungă perioadă de serviciu a navei Missouri, ea va fi retrasă din activitate în California, următorul său voiaj fiind și ultimul. Casey Ryback (Steven Seagal), bucătarul de pe vapor, pregătește masa de sărbătoare pentru aniversarea zilei de naștere a căpitanului Adams (Patrick O'Neal) și se opune ordinelor ofițerului secund, comandorul Krill (Gary Busey), care urma să aducă alimente și o trupă de artiști din Hawaii cu un elicopter, după ce nava se afla în largul mării. Krill provoacă o încăierare în bucătărie, iar Ryback îl lovește pe comandor. Neputând să-l închidă în celulă, fără acordul căpitanului sau fără a atrage atenția, Krill îl închide pe Ryback într-un congelator și plasează un pușcaș marin de pază pentru a împiedica evadarea bucătarului de acolo. Un elicopter CH-46 aterizează pe puntea navei, cu o trupă muzicală numită "Bad Billy and the Bail Jumpers", împreună cu Playmate-ul "Miss Iulie '89" al revistei Playboy, Jordan Tate (Erika Eleniak), și un grup de specialiști în catering. Cei din elicopter, cu excepția fetei din Playboy, fac parte dintr-o bandă de mercenari condusă de fostul agent CIA, Bill Strannix (Tommy Lee Jones). La scurt timp după începerea petrecerii, Strannix, dându-se drept liderul trupei, scoate un pistol și îl ucide pe comandorul Green (cel mai înalt în grad ofițer din cameră). Apoi, angajații firmei de catering și membrii trupei muzicale scot armele și preiau controlul navei cu ajutorul comandorului Krill (care se dovedește a fi un agent dublu). Mai mulți ofițeri sunt uciși în timpul prelurării controlului asupra navei, inclusiv căpitanul Adams, care este împușcat mortal de Krill. Restul echipajului este închis sub punte, cu excepția câtorva marinari rătăciți în zonele securizate.
Strannix intenționează să fure arsenalul de rachete nucleare Tomahawk de pe navă și plănuiește să vândă armele nucleare pe piața neagră, descărcându-le pe un submarin pe care-l furase din Coreea de Nord în timpul ultimei sale misiuni pentru CIA și apoi îl păstrase atunci când CIA a încercat să-l asasineze, folosindu-l pentru comercializarea de arme. Strannix și oamenii lui preiau controlul asupra sistemelor de apărare ale navei, doborând un avion F/A-18 Hornet trimis în cercetare și plănuiesc să lanseze o rachetă către Honolulu, care va distruge sistemele de urmărire de la Pearl Harbor.
Ryback a devenit suspicios după ce a auzit focuri de armă și i-a spus pușcașului marin, soldatul Nash (Tom Wood), să ia legătură cu puntea navei. Krill își dă seama enervat că l-a uitat pe Ryback în congelator, iar bucătăria era o zonă nesecurizată a navei. El îl minte pe soldatul Nash că zgomotele auzite nu au fost focuri de armă, dar Strannix trimite doi mercenari pentru a-i elimina pe Ryback și Nash. Nash este ucis, dar Ryback scapă și ucide un terorist cu un cutit și pune o bombă în cuptorul cu microunde, ucigându-i pe ceilalți. El provoacă haos în rândul urmăritorilor și începe să-i ucidă pe teroriști cu ajutorul limitat al stripteuzei Jordan Tate, care fusese angajată doar ca o acoperire pentru festivități. Ryback intră în contact cu amiralul Bates (Andy Romano), la Pentagon, cu ajutorul unui telefon prin satelit, după care Marina face un plan pentru a trimite o echipă SEAL să preia nava. Krill descoperă că Ryback este de fapt un ofițer SEAL, antrenat în folosirea armamentului de pe navă și în combaterea terorismului. El fusese retrogradat pentru lovirea unui ofițer superior care era responsabil pentru uciderea oamenilor lui într-o misiune de comando din timpul invaziei Statelor Unite în Panama. Ca urmare, el și-a pierdut funcția și a fost doar posibilitatea de a servi ca marinar simplu sauca bucătar. Pentru a-și menține planul, Krill decide pentru să activeze sistemul de apărare antiaeriană al navei, lăsând pe membrii echipajului să se înece pentru ca teroriștii să organizeze o ambuscadă atunci când Ryback va ajunge pentru a-i salva. Cu toate acestea, Ryback localizează un grup de marinari ascunși și, împreună cu ei, angajează cu succes o luptă, salvând echipajul și eliminând un număr considerabil de teroriști de-ai lui Strannix. Pe măsură ce oamenii lui Strannix se regrupează, Ryback închide sistemele de arme ale Missouri, în scopul de a permite echipei Navy SEAL să aterizeze.
Pe măsură ce lupta pentru controlul navei continuă, echipajul de pe submarin doboară elicopterul CH-46 care aducea echipa Navy SEAL team și escorta AH-1 Cobra prin lansarea de rachete sol-aer. Pentagonul răspunde prin ordonarea unui atac aerian, care ar urma să scufunde nava Missouri și pe toți oamenii aflați la bord. Strannix recapătă controlul asupra sistemelor de apărare ale navei și descarcă rachetele Tomahawk pe submarinul nord-coreean, care pleacă cu Krill la bord. Cu ajutorul lui Jordan și a colegilor săi marinari, Ryback folosește tunurile de luptă, care nu erau încă scoase din uz, pentru a distruge submarinul în care se afla Krill, omorându-i pe toți oamenii de labordul său.
Strannix, rămas în picioare pe punte, ordonă mercenarilor rămași să iasă din camera de control și lansează două rachete Tomahawk către Honolulu. Una dintre cele două rachete este distrusă de un avion F/A-18 Horne, dar cealaltă își continuă traseul. Pe măsură ce marinarii reiau controlul asupra nevei, ucigând ultimul grup de oameni al lui Strannix, Ryback ajunge în camera de control unde este suprins și capturat de Strannix. Strannix și Ryback își dau seama că ei se cunosc din operațiunile anterioare, dar Ryback îl supără pe terorist, care lasa garda jos pentru o secundă. Ryback și Strannix se angajeze apoi într-o luptă pentru un cuțit, iar bucătarul îl ucide Strannix înjunghiindu-l în cap cu cuțitul, și lovindu-l apoi de monitorul computerului. Ryback ia apoi codurile de control ale rachetei și distruge racheta Tomahawk. Celelalte rachete sunt dezactivate, iar Pentagonul recheamă echipa de asalt aerian asupra navei Missouri.
La final, membrii rămași ai echipajului sunt eliberați iar nava navighează spre portul San Francisco. Ryback o sărută pe Jordan Tate în timp ce echipajul se uită la ei. Filmul se încheie cu o ceremonie funerară pentru căpitanul Adams care are loc pe puntea navei Missouri, iar Ryback salută, îmbrăcat în uniforma lui albastră de ofițer SEAL, cu însemne de parașutist naval și cu panglici care indică decorațiile sale anterioare pentru eroism.

## Distribuție

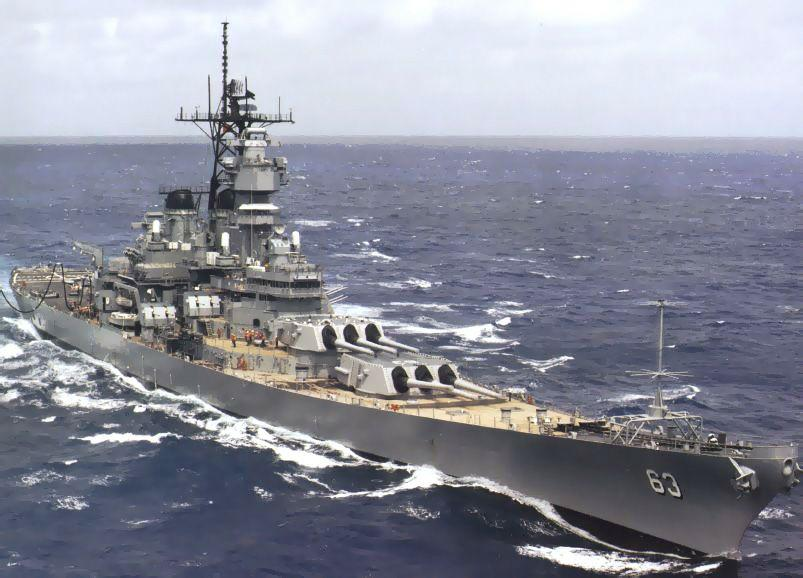
USS Missouri

- Steven Seagal - bucătarul Casey Ryback
- Tommy Lee Jones - William "Bill" Strannix
- Gary Busey - comandorul Krill
- Erika Eleniak - Jordan Tate
- Colm Meaney - Doumer
- Patrick O'Neal - căpitanul Adams
- Andy Romano - amiralul Bates
- Dale Dye - căpitanul Nick Garza
- Nick Mancuso - Tom Breaker
- Damian Chapa - tunarul
- Tom Wood - pușcașul marin Nash
- Troy Evans - Granger
- Dennis Lipscomb - Trenton
- David McKnight - Flicker
- Dale Payne - marinar
- Lee Hinton - Cue Ball
- Glenn Morshower - stegarul Taylor
- Leo Alexander - locotenentul Smart
- John Rottger - comandorul Green
- Raymond Cruz - Ramirez
- George H. W. Bush - el-însuși
- Dru Ann Carlson - căpitanul Spellman

## Producție și distribuție
Nava muzeu USS Alabama a fost folosită în mai multe secvențe care prezentau nava USS Missouri, iar USS Drum a portretizat submarinul nord-coreean.
Bazat pe un scenariu original scris de J. F. Lawton, Sechestrați în larg a fost evaluat "R" ("restricționat") de către MPAA. Difuzarea în Marea Britanie a fost restricționată din motive de violență. Zece secunde au fost eliminate din film, mai ales din lupta din atelier și o împușcătură a lui Seagal în gâtul unui om.
Filmul utilizează pe scară largă procedeul IntroVision, o variație a proiecției frontale, care permite interacțiunea tridimensională realistă a personajelor din prim-plan, fără costurile mari ale efectelor bluescreen tradiționale. Tehnica a fost, de asemenea, folosită în filmele Outland, Megaforce, Armata întunericului și în filmul Evadatul al lui Andrew Davis.

## Recepție critică și succes la public
În week-end-ul de deschidere, Sechestrați în larg a avut încasări de 15.760.003 $ la 2.042 cinematografe, cu o medie de 7.717 $. El a obținut încasări de 156.563.139 $ pe plan mondial. În timp, acesta a fost cel mai de succes film care nu a fost vizionat de critici înainte de lansarea acestuia.
Filmul a avut parte și de un succes critic, fiind foarte lăudate interpretările lui Tommy Lee Jones și Gary Busey ca răufăcători. În prezent, el are un rating de 74% pe situl critic Rotten Tomatoes.
După ce a văzut acest film, Harrison Ford a fost atât de impresionat de activitatea regizorală a lui Andrew Davis că a semnat imediat pentru a juca rolul Dr. Richard Kimble în filmul Evadatul al lui Davis.
Filmul a fost nominalizat la două Premii Oscar: cea mai bună editare sonoră și cel mai bun mixaj sonor (Donald O. Mitchell, Frank A. Montaño, Rick Hart și Scott D. Smith).